# Lokuta (Märjamaa)
Lokuta – wieś w Estonii, prowincji Rapla, w gminie Märjamaa.